# Азимов, Рустам Содикович
Рустам Содикович Азимов (род. 20 сентября 1958, Ташкент, Узбекская ССР, СССР) — узбекский политический деятель. В 2016—2017 — заместитель премьера-министра — руководитель Комплекса по вопросам макроэкономического развития, структурных преобразований и привлечения иностранных инвестиций в Кабинете Министров Республики Узбекистан. С 2017 года — генеральный директор НКЭИС «Узбекинвест».

## Биография
Рустам Азимов окончил несколько вузов: Ташкентский государственный университет (исторический факультет) и магистратуру окончил в Оксфордском университете.  С 8 ноября 2000 года по 24 декабря 2002 года был министром макроэкономики и статистики. Являлся министром экономики Узбекистана с 22 января 2003 года по 25 июля 2005 года.

## Карьера
- Начал свою карьеру с наладчика на заводе «Фотон», потом на различных должностях, таких как лидер молодежной организации Ташгосуниверситета, экономист, главный экономист, секретарь парткома целинного совхоза в Голодной степи, доцент университета экономики и управления.
- С 1990 года основатель и первый председатель правления частного коммерческого банка «Ипак йули».[2]
- С 1991 по 1998 годы — первый председатель правления вновь созданного Национального банка внешнеэкономической деятельности Узбекистана. В период с 1992 по 2017 годы — являлся управляющим от Узбекистана  в МВФ, Всемирном Банке, ЕБРР и АБР.
- С 1998 — министр финансов Республики Узбекистан (11 февраля 2000 года переутверждён сессией Олий Мажилиса министром финансов).
- С 1 августа 2000 — заместитель Премьер-министра — Министр финансов Республики Узбекистан — руководитель Общеэкономического комплекса.
- С 8 ноября 2000 — заместитель Премьер-министра Республики Узбекистан — министр макроэкономики и статистики, и освобожден от обязанностей заместителя Премьер-министра — министра финансов Республики Узбекистан.
- В 2000—2005 — заместитель Премьер-министра — министр экономики Республики Узбекистан — руководителем Общеэкономического комплекса.
- 4 февраля — 25 июля 2005 года — первый заместитель Премьер-министра — министр экономики, руководитель: экономического комплекса и комплекса потребительских товаров и торговли.
- 25 июля — 22 ноября 2005 года — министр внешних экономических связей, инвестиций и торговли Республики Узбекистан
- С 22 ноября 2005 — вновь министр финансов Республики Узбекистан.
- С 29 декабря 2007 — первый заместитель председателя Кабинета министров-министр финансов-руководитель Комплекса экономики и внешних экономических связей.
- В декабре 2016 года освобожден от должности министра финансов Республики Узбекистан и назначен заместителем Премьер-министра и руководителем комплекса экономики и внешнеэкономических связей..
- В июне 2017 года — снят с должности первого заместителя председателя Кабинета министров — руководителя Комплекса экономики и внешних экономических связей.
- В июне 2017 года — назначен Генеральным директором НКЭИС «Узбекинвест».